# アロウズ・A11
アロウズ・A11 (Arrows A11) は、アロウズが1989年、1990年のF1世界選手権参戦用に開発したフォーミュラ1カー。設計責任者はロス・ブラウン。決勝最高成績は3位。
1991年にはフットワーク・FA11Cの名称で使用された。

## 概要

### 背景
1989年からのF1がターボエンジン禁止となる事は2年前に決定されていたが、アロウズは新たに搭載するNAエンジンの決定が遅れ、1988年末の時点ではジャッドV8エンジン搭載が有力とされていたが、1989年1月になってようやくハイニー・マーダーチューンのコスワース・DFRを搭載することを正式決定した。なお、ハイニ・マーダーは前年まで搭載したメガトロン直4エンジンのチューニングを全面的に担当していた。

### A11
A11はロス・ブラウンによって設計された。前年まではメガトロン（BMW）の直列4気筒ターボエンジンを独占使用したが、自然吸気エンジンがDFR V8と決まるのが遅れたため、A11の完成・公開は開幕直前の合同テストとなった。ロス・ブラウンが完全新設計したA11で前作A10から引き継がれていたのは1枚型のフロントウィングだけであった。その翼端板は前年にダラーラでセルジオ・リンランドがシーズン途中に投入した2枚式翼端板とされ、下部に長いスカートを装着するなど細部を進化させていた。
フロントノーズは細くスリム化され、その造形は初公開された際に見たイギリスの報道陣から「これは去年のマーチに似ているというより、マーチそのものだ」と言われるほど似ていた。サイドポンツーンは短く、非常に低い。ラジエーターを地面と水平方向に設置してサイドポンツーン上面に放熱させる設計としたことで、非常に低いサイドポンツーンを実現。その高さはタイヤの中心線（ホイールナット）の位置と同じくらい地上高の低いものだった。エンジンカウルも細身にダイエットされ、コクピット入口も非常に小さくなった。ドライバーのデレック・ワーウィックとエディ・チーバーが2名とも体格良く大柄なため、新たな安全規定である「5秒以内にドライバーはコクピットから脱出できなければならない」というルールをクリアするのにアロウズは苦労した。この対策としてチーバーのステアリングは上下をカットしてほぼ4角形になるような変形ステアリングを製作することになった。
A11の素性は良く、開幕戦ブラジルGPから上位を走り、ワーウィックが2位グループに混じりポイント争いを展開する走りを見せ5位に入賞する好スタートを切った。しかしタイヤ交換で2回とも大きなタイムロスをしており、レース後は「ピットが普段通り完了できてれば2位だったよね。2回とも右後輪のロックナットに問題があった。でもマシンは完璧に近かった。満足してるし今年はやれるよ」とA11での希望を語った。
ワーウィックは開幕から2戦連続で5位に入賞。チーバーも第5戦アメリカGPで中盤51周目から3位に浮上すると、以後25周に渡ってその座を守り抜き表彰台を獲得。レース終盤には2位パトレーゼの真後ろまで迫っており「パトレーゼのウィリアムズの小さなナットとリベットの数が全部数えられるほど近かったよ。あとでウチのスタッフにウィリアムズのリヤサスの動きの秘密を伝えるよ（笑）」と表彰式後のインタビューで答えた。
大雨となった第6戦カナダGPではワーウィックがオーバーテイクを続け、21周目には2位まで浮上。35周目にトップに浮上しアイルトン・セナとのバトルを展開。結果的にセナは終盤エンジントラブルでストップするため、優勝も望める展開であったが、ワーウィックのDFRエンジンもトラブルを起こしリタイアとなった。ワーウィックはレース後「少なくとも表彰台は固かったんだが…」と悔しさをコメントした。ワーウィックがレーシングカートで負った負傷のため欠場したフランスGPでは、代役としてマーティン・ドネリーがスポット参戦でF1デビューした。
A11の弱点としてワーウィックは「エンジンのパワーがない。パワーサーキットではつらい。」と述べ、「セッティングが合わないコースではフロントとリアがバラバラの動きをする。セットアップは結構難しい車だ。」とも証言している。チーバーもイギリスGPで「セッティングが難しい。何をやってもグリップを得られない。」とA11の根本的なグリップ不足を訴え、5年ぶりとなる予選落ちも味わった。
第15戦日本GPの開催期間にはチーバーと、デザイナーのブラウンが世界スポーツプロトタイプカー選手権 (WSPC) に参戦していたトム・ウォーキンショー率いるTWR（トム・ウォーキンショー・レーシング）に移籍することが発表され、チームは開発を先導するトップエンジニアを失ってしまった。しかしそれは同じ週末に表明された日本の運送会社「フットワーク」がアロウズとジョイントしチーム体制が改められるという大きなニュースの影に隠れてしまった。3年間チーバーとコンビを組んできたワーウィックも、翌年からキャメル・ロータスへの移籍が発表された。
1989年12月20日付でアロウズのオーナーは運送会社フットワークの代表である大橋渡となった。
チームはシーズン合計13ポイントを得て、コンストラクターズランキング7位でシーズンを終えた。A11は5台が製作され、1990年開幕戦でベルント・シュナイダーがシャシーNo.3の車を使用したのが最後の仕事となった。

### A11B
1990年2月5日に大々的に行われた体制変更記者会見では、ポルシェV12エンジン獲得が正式に公表され、開発が順調であれば'90年シーズン中にポルシェエンジンを実戦デビューさせると表明された。ドライバーラインナップは一新され、大橋の希望した二名となった。ベテランのミケーレ・アルボレートと若手のアレックス・カフィという新旧イタリアンコンビがドライブ。カフィが負傷欠場した2戦ではベルント・シュナイダーが代役として参戦した。
参戦マシンは引き続きA11が使われたが、主にサイドポッド周辺部を変更された'90年用マシンはA11Bの名称で使用された。フットワークが資本参加したことでカラーリングが白をベースとした赤いストライプへと改められた。ブラウンの独自色でもあったサイドポンツーンの徹底した低さとこれを実現するための地平と水平方向にラジエーターを配置するコンセプトは廃止され、他チームと同じような縦置き配置のラジエーター、排熱はサイドポンツーン横のダクトからという特徴のないものとなった。
ブラウンの後任は当面エンジニアのジェームス・ロビンソンがデザイナーを兼務し小改良に当たっていたが、A10Bのモノコック、サス、エンジンと主要コンポーネントが前年から変わっていないため、ライバル達の'90年用マシン投入が進むと相対的にアロウズの予選ポジションは下降し、7月以降は20位以内のスターティンググリッドを得るのが難しくなった。ただし新機構が少なく熟成度があったことで完走率は高く、両ドライバーとも決勝用グッドイヤータイヤのライフ性能がピレリ勢より良いことを活かし、決勝で順位を上げる粘りのレースを重ねた。カフィの入賞はモナコGPの5位一回だったが、10位以内での完走が7度とレースマネージメントのうまさを身に付けた。アルボレートは9位が1回、10位が3回のほかは10位以下での完走が4回と、優勝経験も持つそのキャリアからすると失望の年となった。最終戦オーストラリアGPでは2台揃っての予選落ちとなり、アルボレートは「とにかく1年中マシンがグリップせず滑った。徹底的なグリップ不足とでも言おうか。今は新車FA12の完成を心待ちにしている。私たちには約束された未来があると信じて、来季のために頑張ったシーズンなんだ。」と'90年シーズンとA11Bを総括した。
アルボレート、カフィ両者とも「アンダーステアがひどい」という共通の問題を訴え、マシンには特に問題を感じずに走行しても、好タイムにつながらないという問題はシーズンを通して解決しなかった。アルボレートは「決勝用タイヤでフルタンクだとそれほど悪くないが、Qタイヤでタンクが軽いとまともに運転できない」と述べており、グッドイヤーの予選用タイヤとA11Bの相性が非常に悪かったと証言している。チームのエンジニアは「A11Bは予選用タイヤの温度を上げることが出来ず、これがマシンのグリップが無いという根本的な問題の源となった」と認めており、第12戦イタリアGPで対策のために新しいアンダーパネルとフロントウィングを投入したが即効性は無かった。
チーム体制の強化として、ポルシェエンジン搭載の新車設計を担当するデザイナーとしてオニクス崩壊によりフリーとなっていたアラン・ジェンキンスと契約。6月4日付でテクニカル・ディレクターに就任した。同月中にポルシェよりV12エンジンのモックアップが渡され、新車の設計が開始された。
シーズンを通してのポイント獲得はカフィがモナコGPで得た2点で、チームはコンストラクターズランキング9位となる。

### FA11C
1990年2月に契約締結が発表されていたポルシェ製V12エンジンは1990年8月にベンチテストを終えると、このエンジンを搭載したA11Cがテスト担当のベルント・シュナイダーによって走行開始された。V12エンジンに対応する冷却機器が必要なため、サイドポンツーンはA11Bよりもさらに大型化された。ジャッキー・オリバーは「順調に進んだ場合は今年('90)の日本GPでポルシェをデビューさせたい」と話していたが、これは実現しなかった。
チームが'90年12月にフットワークに買収されると、1991年にマシンはフットワーク・FA11Cに改称された。新車FA12が完成するまでのつなぎとして、1991年序盤2戦をこれで戦った。
他チームとの獲得合戦を制して得た待望のポルシェエンジンであったが、その性能はまったく期待外れであった。エンジン重量がありすぎたため車の戦闘力は低く、カフィは出走した2戦とも予選落ち、アルボレートはアメリカGPを決勝リタイア、ブラジルGPを予選落ちという結果であった。サンマリノGPで新車FA12が投入されたため、FA11Cは役目を終えた。

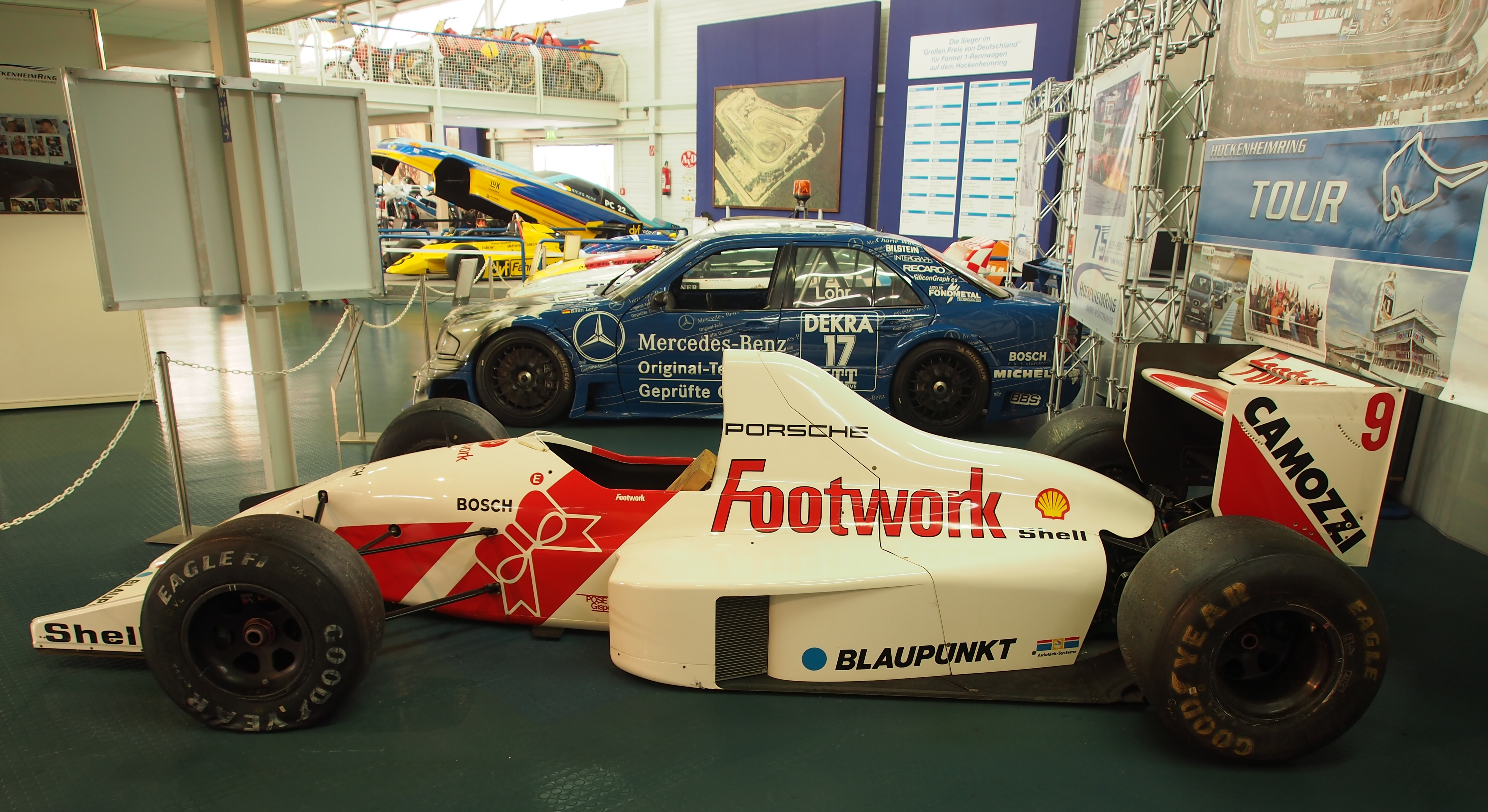
FA11C
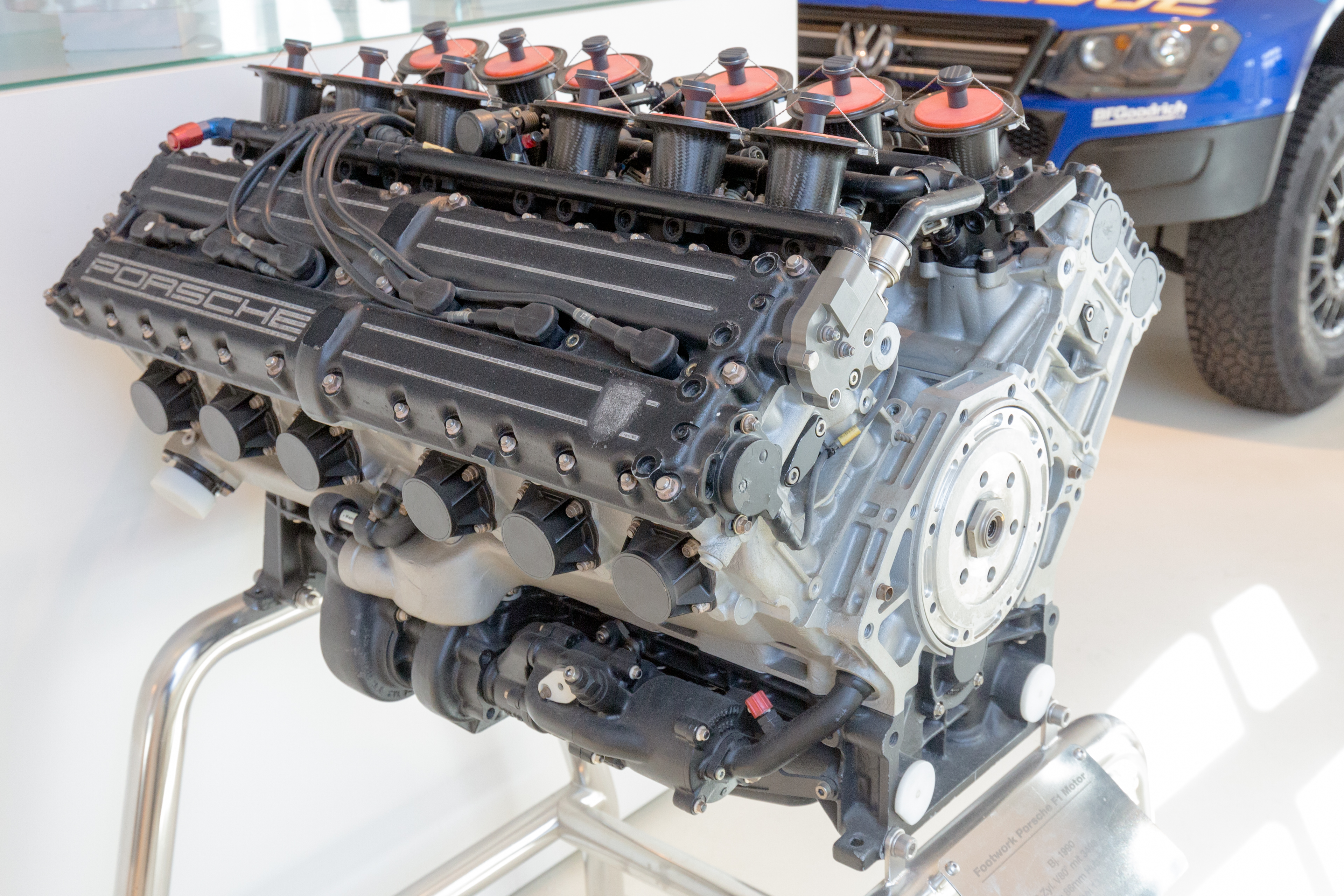
ポルシェ・3512エンジン

## F1における全成績
(key) （太字はポールポジション）
| 年     | チーム       | シャシー | エンジン     | タイヤ | ドライバー   | 1   | 2   | 3   | 4   | 5   | 6   | 7   | 8   | 9   | 10  | 11  | 12  | 13  | 14  | 15  | 16  | ポイント | 順位 |
| ------ | ------------ | -------- | ------------ | ------ | ------------ | --- | --- | --- | --- | --- | --- | --- | --- | --- | --- | --- | --- | --- | --- | --- | --- | -------- | ---- |
| 1989年 | アロウズ     | A11      | フォード V8  | G      |              | BRA | SMR | MON | MEX | USA | CAN | FRA | GBR | GER | HUN | BEL | ITA | POR | ESP | JPN | AUS | 13       | 7位  |
| 1989年 | アロウズ     | A11      | フォード V8  | G      | ワーウィック | 5   | 5   | Ret | Ret | Ret | Ret |     | 9   | 6   | 10  | 6   | Ret | Ret | 9   | 6   | Ret | 13       | 7位  |
| 1989年 | アロウズ     | A11      | フォード V8  | G      | ドネリー     |     |     |     |     |     |     | 12  |     |     |     |     |     |     |     |     |     | 13       | 7位  |
| 1989年 | アロウズ     | A11      | フォード V8  | G      | チーバー     | Ret | 9   | 7   | 7   | 3   | Ret | 7   | DNQ | 12  | 5   | Ret | DNQ | Ret | Ret | 8   | Ret | 13       | 7位  |
| 1990年 | アロウズ     | A11B     | フォード V8  | G      |              | USA | BRA | SMR | MON | CAN | MEX | FRA | GBR | GER | HUN | BEL | ITA | POR | ESP | JPN | AUS | 2        | 9位  |
| 1990年 | アロウズ     | A11B     | フォード V8  | G      | アルボレート | 10  | Ret | DNQ | DNQ | Ret | 17  | 10  | Ret | Ret | 12  | 13  | 12  | 9   | 10  | Ret | DNQ | 2        | 9位  |
| 1990年 | アロウズ     | A11B     | フォード V8  | G      | カフィ       |     | Ret | DNQ | 5   | 8   | DNQ | Ret | 7   | 9   | 9   | 10  | 9   | 13  |     | 9   | DNQ | 2        | 9位  |
| 1990年 | アロウズ     | A11B     | フォード V8  | G      | シュナイダー | 12  |     |     |     |     |     |     |     |     |     |     |     |     | DNQ |     |     | 2        | 9位  |
| 1991年 | フットワーク | FA11C    | ポルシェ V12 | G      |              | USA | BRA | SMR | MON | CAN | MEX | FRA | GBR | GER | HUN | BEL | ITA | POR | ESP | JPN | AUS | 0        | NC   |
| 1991年 | フットワーク | FA11C    | ポルシェ V12 | G      | アルボレート | Ret | DNQ |     |     |     |     |     |     |     |     |     |     |     |     |     |     | 0        | NC   |
| 1991年 | フットワーク | FA11C    | ポルシェ V12 | G      | カフィ       | DNQ | DNQ |     |     |     |     |     |     |     |     |     |     |     |     |     |     | 0        | NC   |

## 参照
1. ↑  “STATS F1 - Arrows A11”.   Statsf1.com. 2010年8月23日閲覧。
2. ↑  '89チームラインナップ　グランプリ・エクスプレス '89カレンダー号 7頁 1989年1月7日発行
3. ↑  ニュー・アロウズはDFR マーダーチューンに期待　グランプリ・エクスプレス '89NA回帰元年号 31頁 1989年2月8日発行
4. ↑  メカニズム解析 ARROWS A11　グランプリ・エクスプレス '89ブラジルGP号 19頁 1989年4月15日発行
5. ↑  Final Testing Rio　グランプリ・エクスプレス '89開幕直前号 4頁 1989年4月3日発行
6. ↑  コクピット脱出競争 出るより入る方が難しい　グランプリ・エクスプレス '89ブラジルGP号 36頁 1989年4月15日発行
7. ↑  スリムなマシンがステアリング・トレンドを変えた　グランプリ・エクスプレス '89サンマリノGP号 31頁 1988年5月12日発行
8. ↑  VOICE 決勝LIVE REPORT　グランプリ・エクスプレス '89ブラジルGP号 5頁 1989年4月15日発行
9. ↑  決勝LIVE REPORT　グランプリ・エクスプレス '89フェニックスGP号 5頁 1989年6月24日発行
10. ↑  決勝LIVE REPORT 水煙の彼方、非常と歓喜の別世界が待っていた　グランプリ・エクスプレス '89カナダGP号 5-7頁 1989年7月8日発行
11. ↑  予選VOICE　グランプリ・エクスプレス '89イギリスGP号 25-27頁 1989年8月5日発行
12. ↑  フットワークがF1進出 アロウズとジョイント　グランプリ・エクスプレス '89日本GP号 44頁 1989年11月9日発行
13. ↑  アロウズ首脳陣変更 日本人オーナー誕生　グランプリ・エクスプレス '90シーズンオフ号 31頁 1990年2月8日発行
14. ↑  フットワークがポルシェ獲得に成功　グランプリ・エクスプレス '90開幕直前号 6頁 1990年3月10日発行
15. ↑  日本に眠るF1マシンたち フットワーク・アロウズA11　グランプリ・エクスプレス '90ポルトガルGP号 13頁 1990年10月13日発行
16. ↑  '90TEAM&DRIVER フットワーク・アロウズ・レーシング　グランプリ・エクスプレス '90開幕直前号 34頁 1990年3月10日発行
17. ↑  フットワーク日記 今季2度目の2台予選落ちで終戦　グランプリ・エクスプレス '90オーストラリアGP号 29頁 1990年11月24日発行
18. ↑  フットワーク日記 2人のしぶとさが光ったイタリアGP　グランプリ・エクスプレス '90イタリアGP号 37頁 1990年9月28日発行
19. ↑  アラン・ジェンキンス アロウズ入り決定　グランプリ・エクスプレス '90カナダGP号 30頁 1990年6月30日発行
20. ↑  ポルシェV12テスト開始 日本GPで登場も　グランプリ・エクスプレス '90イタリアGP号 38頁 1990年9月28日発行